# 水上温泉
水上温泉（みなかみおんせん）は、群馬県利根郡みなかみ町にある温泉。谷川岳南麓一帯を水上温泉郷と呼び、その根幹を成す中心温泉地である。第二次世界大戦後になって交通アクセスの良さを理由に大幅に規模を拡大し、草津温泉や伊香保温泉と並ぶ県下有数の温泉地として発展した。「上毛かるた」では、「み」の札に「水上谷川　スキーと登山」として採録されている。

## 泉質
- カルシウム - 硫酸塩泉

## 温泉街
JR東日本上越線の水上駅近く、利根川上流の渓流沿いの崖に所狭しと大小の宿泊施設が櫛比する。その合間を縫って諏訪峡や水上峡があり、紅葉シーズンには多くの観光客で賑わう。温泉街をゆっくりと走るトテ馬車は水上温泉を代表する風物詩となっている。利根川には幾つもの橋が架かっており、湯原橋、水上橋はライトアップで知られる。スマートボールなどの遊技場を有する昔ながらの温泉街は、今日では物珍しさによって注目を浴びている部分がある。
宿泊客を対象とした温泉地であるために、日帰りの温泉施設は規模に反して少ないが、今日では多くの旅館が日帰り客に対応するようになっている。また、町営の温泉施設「湯テルメ・谷川」や足湯が楽しめる「ふれあい交流館」などがあり、多様化するニーズに対応する姿勢を見せている。

## 歴史
開湯伝説としては、永禄年間に海翁和尚が利根川の崖から立ち上る煙を発見したのが草創と伝えられる。清水トンネルが開通するまでは、一帯は隔絶された深山幽谷の温泉地として知られた。しかしながら、温泉情緒と雄大な渓谷美の自然が調和した温泉として多くの文人に愛され、牧水以外にも太宰治、北原白秋、与謝野晶子など多くの文人墨客が訪れたという。当時は水上温泉という名ではなく、湯原温泉と呼ばれた。今日でもこの地名を用いることがある。
1931年（昭和6年）に国鉄上越線が開通すると首都圏の奥座敷として注目を浴びた。1966年（昭和41年）、菊富士ホテル火災が発生した。
以後は急行「ゆけむり」・特急「谷川」の運行、国道の整備や関越自動車道との接続などにより、団体旅行客を多数収容できる県下有数の行楽温泉地として発展した。平衡して歓楽的要素も強くなり、飲み屋やショーパブなども多く出店して、大規模な風俗街を形成した。
しかし、それにより熱海温泉や鬼怒川温泉などと同様に閉鎖的な温泉街を形成し、バブル経済崩壊後、団体旅行客の減少や旅行客のニーズの変化に伴って急激に衰退を余儀なくされた。今日では生き残りを賭けて、従来のイメージを払拭すべく、豊かな自然に着目し、一帯をレクリエーション拠点と位置付け、スキーやラフティングなどのアウトドアスポーツに力を入れ、レジャー一体型の温泉保養リゾートを目指しており、一定の成果が見られるようになっている。川沿いの遊歩道整備、地場食材を扱う農産物直売所とレストランを併設した「食彩の駅 M Forest」開業など活性化に取り組んでいる。

### 近年の主な問題
上越新幹線大清水トンネルが工事された際、泉脈の50m下をトンネルが通ったことにより、源泉枯れや湯量減少が発生した。1979年には衆議院の予算委員会でも問題として取り上げられ、日本鉄道建設公団より補償として新規源泉のボーリング開発が行われた。
2004年に発生した温泉偽装問題では、温泉表記をしながら水道水を利用していた温泉が存在すると報じられた。また、一部旅館では温泉のみ徴収可能な入湯税も取っていたとして問題となった。
水上駅前に廃墟化したホテル大宮があり、地元民は頭を悩ませているという。

## アクセス
- 鉄道：上越線水上駅下車から徒歩約5分
- 車：関越自動車道水上インターチェンジから国道291号経由